# Models de xarxa del sistema nerviós

Organització bruta del sistema nerviós, amb els nivells del sistema nerviós perifèric, espinal i cortical.

La xarxa del sistema nerviós humà comprèn nodes (per exemple, neurones) que estan connectats per enllaços (per exemple, sinapsis). La connectivitat es pot veure anatòmicament, funcionalment o electrofisiològicament. Es presenten en diversos articles de la Viquipèdia que inclouen Connectionism (també conegut com a Processament distribuït paral·lel (PDP)), Xarxa neuronal biològica, Xarxa neuronal artificial (també conegut com Xarxa neuronal), neurociència computacional, així com en diversos llibres d'Ascoli, GA (2002), Sterratt, D., Graham, B., Gillies, A. i Willshaw, D. (2011), Gerstner, W. i Kistler, W. (2002), i Rumelhart, JL, McClelland, JL i PDP Research Group (1986) entre d'altres. L'objectiu d'aquest article és una visió integral del modelatge d'una xarxa neuronal (tècnicament una xarxa neuronal basada en el model de neurones). Un cop escollit un enfocament basat en la perspectiva i la connectivitat, els models es desenvolupen a nivell microscòpic (ió i neurona), mesoscòpic (funcional o poblacional) o macroscòpic (sistema). La modelització computacional fa referència a models que es desenvolupen amb eines informàtiques.

## Introducció
El sistema nerviós està format per xarxes formades per neurones i sinapsis connectades i controlant els teixits, així com afectant els pensaments i el comportament humà. En el modelatge de xarxes neuronals del sistema nerviós cal tenir en compte molts factors. El cervell i la xarxa neuronal s'han de considerar com un sistema de microprogramari integrat i autònom que inclou maquinari (òrgans), programari (programes), memòria (a curt i llarg termini), base de dades (centralitzada i distribuïda) i una xarxa complexa. d'elements actius (com les neurones, les sinapsis i els teixits) i els elements passius (com les parts del sistema visual i auditiu) que transporten informació dins i dins i fora del cos.

## Característiques de la xarxa
La unitat estructural bàsica de la xarxa neuronal és la connectivitat d'una neurona a una altra mitjançant una unió activa, anomenada sinapsi. Les neurones de característiques àmpliament divergents es connecten entre si mitjançant sinapsis, les característiques de les quals també són de propietats químiques i elèctriques diverses. En presentar una visió integral de tots els possibles modelatges del cervell i de la xarxa neuronal, un enfocament és organitzar el material en funció de les característiques de les xarxes i dels objectius que cal assolir. Aquest últim podria ser per entendre millor el cervell i el sistema nerviós o bé per aplicar els coneixements adquirits del sistema nerviós total o parcial a aplicacions del món real com la intel·ligència artificial, la neuroètica o les millores de la ciència mèdica per a la societat.

## Connectivitat de xarxa i models
En una representació d'alt nivell, les neurones es poden veure connectades a altres neurones per formar una xarxa neuronal d'una de tres maneres. Una xarxa específica es pot representar com una xarxa connectada fisiològicament (o anatòmicament) i modelar-se d'aquesta manera. Hi ha diversos enfocaments a això (vegeu Ascoli, GA (2002) Sporns, O. (2007), Connectionism, Rumelhart, JL, McClelland, JL i PDP Research Group (1986), Arbib, MA (2007)). O, pot formar una xarxa funcional que compleixi una funció determinada i modelada en conseqüència (Honey, CJ, Kotter, R., Breakspear, R., & Sporns, O. (2007), Arbib, MA (2007) [5). Una tercera manera és plantejar la hipòtesi d'una teoria del funcionament dels components biològics del sistema neuronal mitjançant un model matemàtic, en forma d'un conjunt d'equacions matemàtiques. Les variables de l'equació són algunes o totes les propietats neurobiològiques de l'entitat que es modela, com ara les dimensions de la dendrita o la taxa d'estimulació del potencial d'acció al llarg de l'axó d'una neurona. Les equacions matemàtiques es resolen mitjançant tècniques computacionals i els resultats es validen amb processos de simulació o experimentals. Aquest enfocament de la modelització s'anomena neurociència computacional. Aquesta metodologia s'utilitza per modelar components des del nivell iònic fins al nivell del sistema del cervell. Aquest mètode és aplicable per modelar un sistema integrat de components biològics que transporten el senyal d'informació d'una neurona a una altra mitjançant neurones actives intermèdies que poden passar el senyal o crear senyals nous o addicionals. L'enfocament de la neurociència computacional s'utilitza àmpliament i es basa en dos models genèrics, un de potencial de membrana cel·lular Goldman (1943) i Hodgkin i Katz (1949), i l'altre basat en el model de potencial d'acció de Hodgkin-Huxley (senyal informatiu).

## Nivells de modelatge
Sterratt, D., Graham, B., Gillies, A. i Willshaw, D. (2011) classifiquen el model biològic de la neurociència en nou nivells des dels canals iònics fins al nivell del sistema nerviós en funció de la mida i la funció. La taula 1 es basa en això per a les xarxes neuronals.
| Nivell               | Mida   | Descripció i funcions                                                                    |
| -------------------- | ------ | ---------------------------------------------------------------------------------------- |
| Sistema nerviós      | > 1 m  | Sistema total que controla el pensament, la conducta i les funcions sensorials i motrius |
| Subsistema           | 10 cm  | Subsistema associat a una o més funcions                                                 |
| Xarxa neuronal       | 1 cm   | Xarxes neuronals per al sistema, subsistema i funcions                                   |
| Microcircuit         | 1 mm   | Xarxes de neurones multinivell, per exemple, subsistema visual                           |
| Neurona              | 100 μm | Unitat biològica elemental de la xarxa neuronal                                          |
| Subunitat dendrica   | 10 μm  | Arbor dels receptors a la neurona                                                        |
| Sinapsi              | 1 μm   | Unió o connectivitat entre neurones                                                      |
| Via de senyalització | 1 nm   | Enllaç entre les neurones que connecten                                                  |
| Canals iònics        | 1 pm   | Canals que actuen com a passarel·la provocant canvis de tensió                           |

## Modes de senyalització
El senyal neuronal comprèn un corrent de polsos elèctrics curts d'uns 100 mil·livolts d'amplitud i una durada d'entre 1 i 2 mil·lisegons (Gerstner, W. i Kistler, W. (2002) Capítol 1). Els polsos individuals són potencials d'acció o pics i la cadena de polsos s'anomena tren d'espigues. El potencial d'acció no conté cap informació. Una combinació del moment de l'inici del tren de pics, la velocitat o freqüència dels pics i el nombre i el patró de pics del tren de pics determinen la codificació del contingut d'informació o del missatge de senyal.

## Xarxa neuronal biològica vs. artificial
El concepte de xarxa neuronal artificial (ANN) va ser introduït per McCulloch, WS i Pitts, W. (1943) per a models basats en el comportament de les neurones biològiques. Norbert Wiener (1961) va donar a aquest nou camp el nom popular de cibernètica, el principi de la qual és la relació interdisciplinària entre l'enginyeria, la biologia, els sistemes de control, les funcions cerebrals i la informàtica. Amb l'avançament del camp de la informàtica, l'ordinador tipus von Neumann es va introduir a principis de l'estudi de neurociència. Però no era adequat per al processament simbòlic, càlculs no deterministes, execucions dinàmiques, processament distribuït en paral·lel i gestió de bases de coneixement extenses, que són necessàries per a aplicacions de xarxes neuronals biològiques; i la direcció del desenvolupament de la màquina semblant a la ment va canviar a una màquina d'aprenentatge. Des de llavors, la tecnologia informàtica ha avançat àmpliament i la neurociència computacional ara és capaç de manejar models matemàtics desenvolupats per a xarxes neuronals biològiques. La investigació i el desenvolupament estan avançant tant en xarxes neuronals artificials com biològiques, inclosos els esforços per fusionar les dues.